# Snowtime for Comedy
Pour plus de détails, voir Fiche technique et Distribution.
Snowtime for Comedy est un court métrage d'animation américain de la série Merrie Melodies, réalisé par Chuck Jones, sorti en 1941..
Produit par Leon Schlesinger Studios et distribué par Warner Bros., ce cartoon fait partie de la série Merrie Melodies

## Fiche technique
- Titre : Snowtime for Comedy
- Réalisation : Chuck Jones
- Scénario : Rich Hogan
- Photographie :
- Montage : Treg Brown
- Musique : Carl W. Stalling
- Producteur : Leon Schlesinger
- Sociétés de production : Leon Schlesinger Studios
- Sociétés de distribution : Warner Bros Pictures
- Pays d'origine :  États-Unis
- Format : Couleur (Technicolor) — 35 mm — 1,37:1 — Son : Mono
- Métrage : 200 mètres (1 bobine)
- Genre : Film d'animation, Comédie
- Durée : 7 minutes
- Dates de sortie :
  -  États-Unis :  30 août 1941

## Distribution
- Mel Blanc : Curious Pups (voix)